# Parigi-Roubaix 1953
La Parigi-Roubaix 1953, cinquantunesima edizione della corsa, fu disputata il 12 aprile 1953, per un percorso totale di 245 km. Fu vinta dal belga Germain Derijcke, giunto al traguardo con il tempo di 5h39'19" alla media di 43,320 km/h davanti a Donato Piazza e Wout Wagtmans.
I ciclisti che tagliarono il traguardo a Roubaix furono 72.

## Ordine d'arrivo (Top 10)
| Pos. | Corridore        | Squadra              | Tempo    |
| ---- | ---------------- | -------------------- | -------- |
| 1    | Germain Derijcke | Alcyon-Dunlop        | 5h39'19" |
| 2    | Donato Piazza    | Bianchi-Pirelli      | s.t.     |
| 3    | Wout Wagtmans    | Garin-Wolber         | s.t.     |
| 4    | Louison Bobet    | Stella-Wolber-Dunlop | a 14"    |
| 5    | Emile Baffert    | Mercier-Hutchinson   | s.t.     |
| 6    | Roger Decock     | Bertin               | s.t.     |
| 7    | Raymond Impanis  | Garin-Wolber         | s.t.     |
| 8    | Désiré Keteleer  | Bianchi-Pirelli      | s.t.     |
| 9    | Gilbert Bauvin   | Gitane-Hutchinson    | s.t.     |
| 10   | Maurice Blomme   | Bertin               | s.t.     |